# Monte San Nicola (Campania)
Il Monte San Nicola (524 m s.l.m.) è una collina che si trova all'interno del comune di Pietravairano, in Provincia di Caserta.

## Descrizione
Situato a nord-est della cittadina di Pietravairano, si estende per oltre 3 km nella direzione sud-est/nord-est, continuando poi con il Monte Caievola a sud. Ricevette una certa notorietà dagli anni 2000, perché su una delle due punte si trova il teatro-tempio di Pietravairano.